# Mespelbrunn

Hessenthal

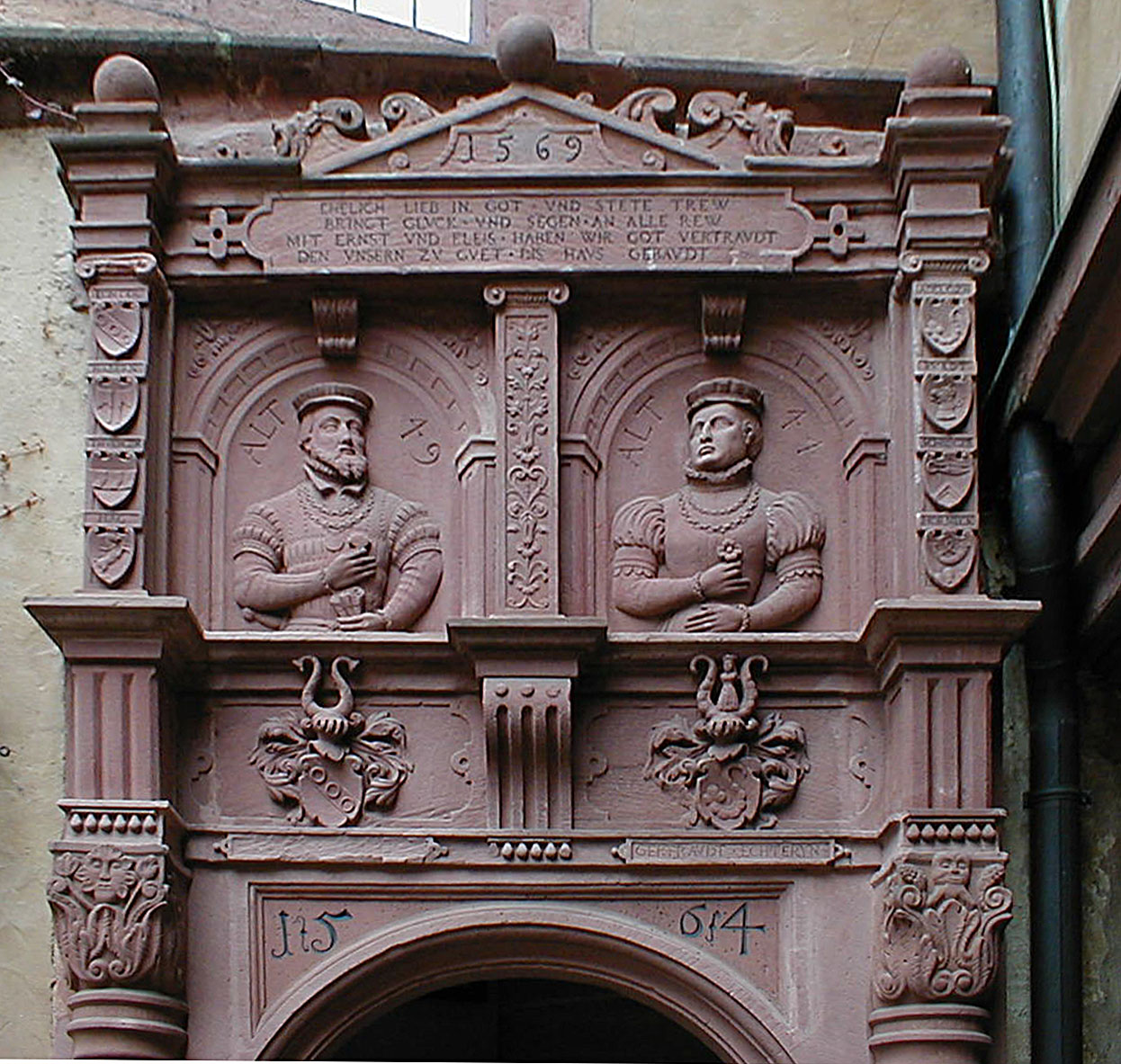
Cổng vào sân trong của Lâu đài Mespelbrunn

Mespelbrunn là một xã nằm ở huyện Aschaffenburg, thuộc vùng hành chính Unterfranken, bang Bayern, Đức.
Nơi đây có Lâu đài Mespelbrunn, một trong những địa danh nổi tiếng nhất của vùng Spessart và Wallfahrtskirche Hessenthal, trong hơn 700 năm là điểm đến của một cuộc hành hương đạo Thiên chúa.